# Kyle Juszczyk
(en) Statistiques sur pro-football-reference
Kyle Juszczyk, né le 23 avril 1991 à Medina en Ohio, est un sportif professionnel américain de football américain jouant au poste de fullback dans la National Football League (NFL) depuis la saison 2013 et pour la franchise des 49ers de San Francisco depuis 2017.
Après une carrière universitaire de quatre saisons au Crimson d'Harvard en NCAA Division I FCS, il est sélectionné lors du quatrième tour de la draft 2013 par la franchise des Ravens de Baltimore. En 2017, il rejoint les 49ers de San Francisco. 
Il est sélectionné à neuf reprises pour le Pro Bowl (saisons 2016 à 2024).

## Biographie

### Jeunesse
Juszczyk nait à Medina en Ohio et étudie au lycée Cloverleaf High School (en) de Lodi toujours dans l'Ohio. Il y pratique l'athlétisme et le football américain au poste de tight end pour les Colts de Cloverleaf. En athlétiseme, il est champion de la Suburban League (en) au lancer du poids.

### Carrière universitaire
Étudiant à l'université Harvard, il a joué pour le Crimson d'Harvard de 2009 à 2012 au sein de la NCAA Division I FCS pendant quatre saisons (2009-2012) au poste de tight end,.
Après son année senior en 2012,il est sélectionné à l'unanimité dans la première équipe de la Ivy League.
En quatre saisons à Harvard, Juszczyk totalise 125 réceptions pour un gain cumulé de 1 576 yards et 22 touchdowns.

### Carrière professionnelle

#### Draft
Kyle Juszczyk est sélectionné en 130e choix global lors du quatrième tour de la draft 2013 de la NFL par la franchise des Ravens de Baltimore.

#### Ravens de Baltimore
Kyle Juszczyk commence la saison 2013 en concurrence avec le vétéran Vonta Leach pour une place de titulaire. Désigné finalement remplaçant, Juszczyk fait ses débuts en NFL lors de la première rencontre de la saison. Il joue toutes les rencontres en étant principalement utilisé en équipes spéciales.
En 2014, Juszczyk devient titulaire au poste de fullback. Il change son numéro de maillot passant du 40 au 44. Le 21 septembre 2014, il réussit trois réceptions pour un total de 54 yards et inscrit son premier touchdown en carrière lors de la défaite 23 à 21 contre les Browns de Cleveland.
À la fin de la saison 2016, Juszczyk est sélectionné en tant que titulaire au Pro Bowl 2017.

#### 49ers de San Francisco
Le 9 mars 2017, alors qu'il est agent libre, Juszczyk s'engage avec les 49ers de San Francisco en paraphant un contrat de 21 millions de dollars sur 4 ans.
En 2019, les 49ers se qualifient pour le Super Bowl LIV devenant le premier joueur issu d'Harvard à marquer un touchdown lors d'un Super Bowl. Les 49ers perdent le match 20 à 31, Juszczyk y effectuant 3 réceptions pour un gain de 39 yards et un touchdown.
En mars 2021, il signe une prolongation de contrat portant sur cinq saisons avec les 49ers pour un montant de 27 millions de dollars. Sur sa saison, il enregistre 30 réceptions pour un gain cumulé de 296 yards et un touchdown en plus d'un touchdown inscrit à la course. Sélectionné à nouveau pour le Pro Bowl, il est classé 100e par ses pairs au Top 100 des meilleurs joueurs 2021 de la NFL.
En 2022, Juszczyk enregistre 19 réceptions pour un gain de 200 yards et un touchdown ainsi que 26 yards et un touchdown supplémentaires à la course. Pour la septième saison consécutive, il est obtient une sélection pour le Pro Bowl.
En 2023, il participe aux 17 matchs de la saison dont 16 en tant que titulaire, compilant 14 réceptions pour un gain de 119 yards et deux touchdowns. Il décroche une sélection dans l'équipe All-Pro ainsi qu'une huitième nomination au Pro Bowl. Il participe au Super Bowl LVIII perdu 22 à 25 en prolongation contre les Chiefs de Kansas City au cours duquel il effectue deux réceptions pour un gain total de 31 yards.
En 2024, Juszczyk participe à 17 matchs dont 15 en tant que titulaire. Il termine avec 19 réceptions pour un gain de 200 yards et deux touchdowns en réceptions et un touchdown supplémentaire à la course. Il obtient une neuvième sélection pout le Pro Bowl
Libéré par les 49ers le 11 mars 2025, ceux-ci le resignent le 19 mars 2025 pour une durée de deux ans et un montant de 8 millions de dollars.

## Statistiques professionnelles
| Année              | Équipe                 | MJ  |                | Courses        | Courses        | Courses        | Courses        |                | Passes réceptionnées | Passes réceptionnées | Passes réceptionnées | Passes réceptionnées |  | Fumbles | Fumbles |
| Année              | Équipe                 | MJ  | Nb.            | Yards          | Moy.           | TD             | Nb.            | Yards          | Moy.                 | TD                   | Nb.                  | Perdus               |  |         |         |
| 2013               | Ravens de Baltimore    | 16  | -              | -              | -              | -              | -              | -              | -                    | -                    | -                    | -                    |  |         |         |
| 2014               | Ravens de Baltimore    | 16  | -              | -              | -              | -              | 19             | 182            | 09,6                 | 1                    | 2                    | 2                    |  |         |         |
| 2015               | Ravens de Baltimore    | 16  | 02             | 03             | 1,5            | 0              | 41             | 321            | 07,8                 | 4                    | 0                    | 0                    |  |         |         |
| 2016               | Ravens de Baltimore    | 16  | 05             | 22             | 4,4            | 1              | 37             | 266            | 07,2                 | 0                    | 0                    | 0                    |  |         |         |
| 2017               | 49ers de San Francisco | 14  | 07             | 31             | 4,4            | 0              | 33             | 315            | 09,5                 | 1                    | 2                    | 2                    |  |         |         |
| 2018               | 49ers de San Francisco | 16  | 08             | 30             | 3,8            | 0              | 30             | 324            | 10,8                 | 1                    | 2                    | 2                    |  |         |         |
| 2019               | 49ers de San Francisco | 12  | 03             | 07             | 2,3            | 0              | 20             | 239            | 12,0                 | 1                    | 0                    | 0                    |  |         |         |
| 2020               | 49ers de San Francisco | 16  | 17             | 64             | 3,8            | 2              | 19             | 202            | 10,6                 | 4                    | 1                    | 0                    |  |         |         |
| 2021               | 49ers de San Francisco | 17  | 08             | 22             | 2,8            | 1              | 30             | 296            | 09,9                 | 1                    | 0                    | 0                    |  |         |         |
| 2022               | 49ers de San Francisco | 16  | 07             | 26             | 3,7            | 1              | 19             | 200            | 10,5                 | 1                    | 0                    | 0                    |  |         |         |
| 2023               | 49ers de San Francisco | 17  | 05             | 06             | 1,2            | 0              | 14             | 119            | 08,5                 | 2                    | 0                    | 0                    |  |         |         |
| 2024               | 49ers de San Francisco | 17  | 05             | 26             | 7,0            | 1              | 19             | 200            | 10,5                 | 2                    | 1                    | 0                    |  |         |         |
| 2025               | 49ers de San Francisco | ?   | Saison à venir | Saison à venir | Saison à venir | Saison à venir | Saison à venir | Saison à venir | Saison à venir       | Saison à venir       | ?                    | ?                    |  |         |         |
| Totaux en carrière | Totaux en carrière     | 189 | 67             | 237            | 3,4            | 6              | 281            | 2 664          | 09,5                 | 18                   | 8                    | 6                    |  |         |         |

| Année              | Équipe                 | MJ |     | Courses | Courses | Courses | Courses |       | Passes réceptionnées | Passes réceptionnées | Passes réceptionnées | Passes réceptionnées |  | Fumbles | Fumbles |
| Année              | Équipe                 | MJ | Nb. | Yards   | Moy.    | TD      | Nb.     | Yards | Moy.                 | TD                   | Nb.                  | Perdus               |  |         |         |
| 2014               | Ravens de Baltimore    | 2  | 0   | 0       | 0,0     | 0       | 6       | 45    | 07,5                 | 0                    | 1                    | 0                    |  |         |         |
| 2019               | 49ers de San Francisco | 3  | 0   | 0       | 0,0     | 0       | 3       | 39    | 13,0                 | 1                    | 0                    | 0                    |  |         |         |
| 2021               | 49ers de San Francisco | 3  | 3   | 14      | 4,7     | 0       | 2       | 15    | 07,5                 | 0                    | 0                    | 0                    |  |         |         |
| 2022               | 49ers de San Francisco | 3  | 1   | 08      | 8,0     | 0       | 1       | 06    | 06,0                 | 0                    | 0                    | 0                    |  |         |         |
| 2023               | 49ers de San Francisco | 3  | 2   | 05      | 2,5     | 0       | 4       | 64    | 16,0                 | 0                    | 0                    | 0                    |  |         |         |
| Totaux en carrière | Totaux en carrière     | 14 | 6   | 27      | 4,5     | 0       | 16      | 169   | 10,6                 | 1                    | 1                    | 0                    |  |         |         |